# Пинал
 Тази статия е за окръга в Аризона.  За мексиканската актриса вижте Силвия Пинал.  
Окръг Пинал (на английски: Pinal County) е окръг в щата Аризона, Съединени американски щати. Площта му е 13 919 km², а населението – 418 540 души (2016). Административен център е град Флорънс.

## Градове
- Илой
- Каса Гранде
- Кулидж
- Мамът
- Супириър